# Evans's Supper Room
Le Evans's Supper Room ou Evans Music-and-Supper Rooms est un lieu de divertissement pour la musique et le chant du début du XIXe siècle.
Il était situé au 43 King Street à Covent Garden à Londres. Le lieu offrait un type de divertissement qui deviendra ensuite le music-hall.

## Histoire
Connu initialement sous le nom de Thomas Archer House, la demeure est construite par Thomas Archer en 1712 pour l'amiral Edward Russell, petit-fils du quatrième comte de Bedford. Elle est vendue ensuite à un homme nommé Joy et transformée en Grand Hôtel. Anciennement salle à manger du Grand Hôtel, une salle de « chant et dîner » est créée dans les années 1840 par W.H. Evans. Elle est alors également connue sous le nom d'Evans Late Joy's. En 1842, les salles sont reprises par John Paddy Green, qui a été l'un des artistes d'Evans. Green reconstruit les salles et maintient leur réputation populaire. La salle mesurait 34,4 m de long sur 17,1 m de large.

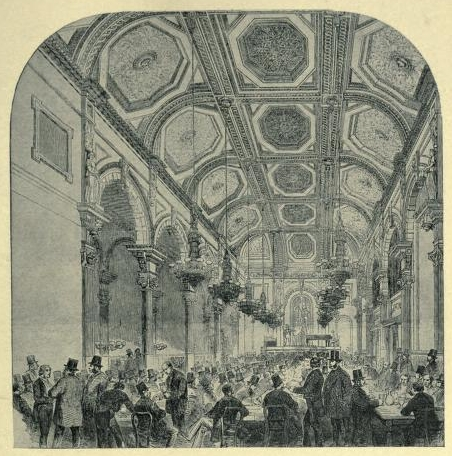
Illustration représentant le Evans Music-and-Supper Rooms dans Fifty years of a Londoner's life (1916).

L'Evans's Supper Room existe comme salle de chant et de dîner la plus populaire du West End pendant un certain temps à la fin des années 1800. Le divertissement est assuré par des enfants de chœur chantant des madrigaux et des glees, suivis par des chanteurs plus âgés tels que Sam Cowell, Charles Sloman (en) et Sam Collins. Les clients mangent, boivent et discutent aux tables fournies et participent à des chants, parfois de nature « obscène ». Un artiste récurrent à la fin des années 1870 est le comédien Arthur Roberts. En 1879, son interprétation d'une de ses chansons « impertinentes » fait perdre à Evans sa licence pendant un an. Le lieu est patronné par William Makepeace Thackeray, qui le décrit comme « La Grotte de l'Harmonie » dans son roman The Newcomes et comme « The Back Kitchen » dans Pendennis (en).
Contrairement aux music-halls ultérieurs, les clients sont, jusqu'aux années 1860, uniquement des hommes. John Paddy Green a déclaré dans une interview que les femmes n'étaient pas autorisées à entrer parce qu'elles n'étaient pas instruites.
La salle ferme en 1880 et, en 1930, les salles à l'étage du bâtiment sont occupées par le Players' Theatre (en) qui souhaitait faire revivre la tradition du music-hall.